# Iwan Łewycki
Iwan Łewycki – ukraiński działacz społeczny, poseł do Sejmu Krajowego Galicji I, II i III kadencji (1861–1863, 1867–1872), ksiądz greckokatolicki, pleban w Zabłotowie.
Wybrany do Sejmu Krajowego w IV kurii obwodu Kołomyja, z okręgu wyborczego Śniatyn-Zabłotów. Pierwszy jego wybór został zakwestionowany, został wybrany powtórnie. W 1863 wybrano na jego miejsce Iwana Zaparyluka lub Zacharyniuka.